# Kepler-62 c
 (juin 2025).
Kepler-62 c est une exoplanète de type Sous-Terre en orbite autour de la naine orange Kepler-62, située à environ 981,32 années-lumière de la Terre.

## Caractéristiques physiques
L'exoplanète se distingue par sa masse faible de 0,013 MJ, son rayon compact de 0,048 RJ et sa température élevée de 578 K.

## Orbite
Elle orbite à 0,09  unité astronomique de son étoile, une distance comparable à celle de Mercure dans le système solaire.

## Découverte
L'exoplanète a été découverte par la méthode des transits en 2013.

## Habitabilité
Les conditions d'habitabilité de cette exoplanète ne sont pas déterminées ou ne sont pas connues.